# Black Magic (альбом Меджика Сема)
Black Magic — студійний альбом американського блюзового музиканта Меджика Сема, що вийшов 1968 року на лейблі Delmark. 1990 року альбом був включений до Зали слави блюзу.

## Опис
Сесії звукозапису відбулись 23 жовтня і 7 листопада 1968 року на студії Sound Studios в Чикаго (Іллінойс). Гурт Меджика Сема (вокал, гітара) складався з тенор-саксофоніста Едді Шоу, піаніста Лафаєтта Ліка, гітариста Майті Джо Янга, басиста Мека Томпсона і ударника Оді Пейна. Серед пісень «I Just Want a Little Bit» Роско Гордона і «You Don't Love Me, Baby» Віллі Коббса.
Альбом вийшов 1968 року на лейблі Delmark Records. Став другим студійним альбомом після виходу West Side Soul (1967) і останнім для Меджика Сема (він помер 1 грудня 1969 року від серцевого нападу у віці 32 років всього декілька місяців після тріумфального виступу на блюз-фестивалі в Анн-Арбор). З його музикою були пов'язані великі надії на успішний розвиток стилю вест-сайд, нового напрямку чиказького блюзу.
У 1990 році альбом включений до Зали слави блюзу у категорії «Класичний блюзовий запис — альбом».

## Список композицій
1. «I Just Want a Little Bit» (Роско Гордон) — 3:03
2. «What Have I Done Wrong» (Семюел Мегетт) — 3:10
3. «Easy, Baby» (Віллі Діксон) — 3:54
4. «You Belong to Me» (Семюел Мегетт) — 5:04
5. «It's All Your Fault» (Лоуелл Фулсон) — 4:50
6. «I Have the Same Old Blues» (Дональд Нікс) — 3:32
7. «You Don't Love Me, Baby» (Віллі Коббс) —3:29
8. «San Jose» (Кінг, Томпсон) — 3:53
9. «Stop! You're Hurting Me» (Браун, Перкінс) — 4:47
10. «Keep Loving Me Baby» (Отіс Раш) — 3:30

## Учасники запису
- Меджик Сем — вокал, гітара
- Едді Шоу — тенор-саксофон
- Лафаєтт Лік — фортепіано
- Майті Джо Янг — гітара
- Мек Томпсон — бас-гітара
- Оді Пейн — ударні

Технічний персонал
- Роберт Кестер — продюсер
- Дейв Ентлер — звукоінженер
- Збігнев Ястжебський — дизайн обкладинки
- Діанн Оллман — фотографія обкладинки
- Джим О'Ніл — текст обкладинки